# Саксаганський район
Саксага́нський райо́н — адміністративний район міста Кривий Ріг на північ від центра міста. Здебільшого розташований на лівому березі річки Саксагань. На півночі межує з Покровським районом; на сході — з Довгинцівським; на півдні — з Металургійним; на заході — з Центрально-Міським. Кількість вулиць, проспектів 141, їх загальна довжина 126 393,8 м.
Найменший за площею і найбільший за населенням район міста.

## Історія
Саксаганський район створений Указом Верховної Ради УРСР від 13 листопада 1975 року. Для утворення району були обрані частини Дзержинського, Жовтневого та Центрально-Міського районів. Водночас був закладений мікрорайон Сонячний, який набув розвитку у 80-х рр.

## Населення

### Мовний склад
Рідна мова населення за даними перепису 2001 року:
| Мова       | Чисельність, осіб | Доля     |
| ---------- | ----------------- | -------- |
| Українська | 102 079           | 68,91 %  |
| Російська  | 42 851            | 28,93 %  |
| Інше       | 3 200             | 2,16 %   |
| Разом      | 148 130           | 100,00 % |

## Житлові райони
Старе Довгинціве (Катеринівка), 95 квартал, Покровське, Шмакове, Першотравневе, Кірова (Артем), Гірницький, Індустріальний, Сонячний, Ювілейний, Юність.

## Головні вулиці
- проспект Університетський (95 квартал)
- проспект Миру (95 квартал)
- проспект 200-річчя Кривого Рогу
- вулиця Вільної Ічкерії
- вулиця Володимира Великого

## Визначні об'єкти

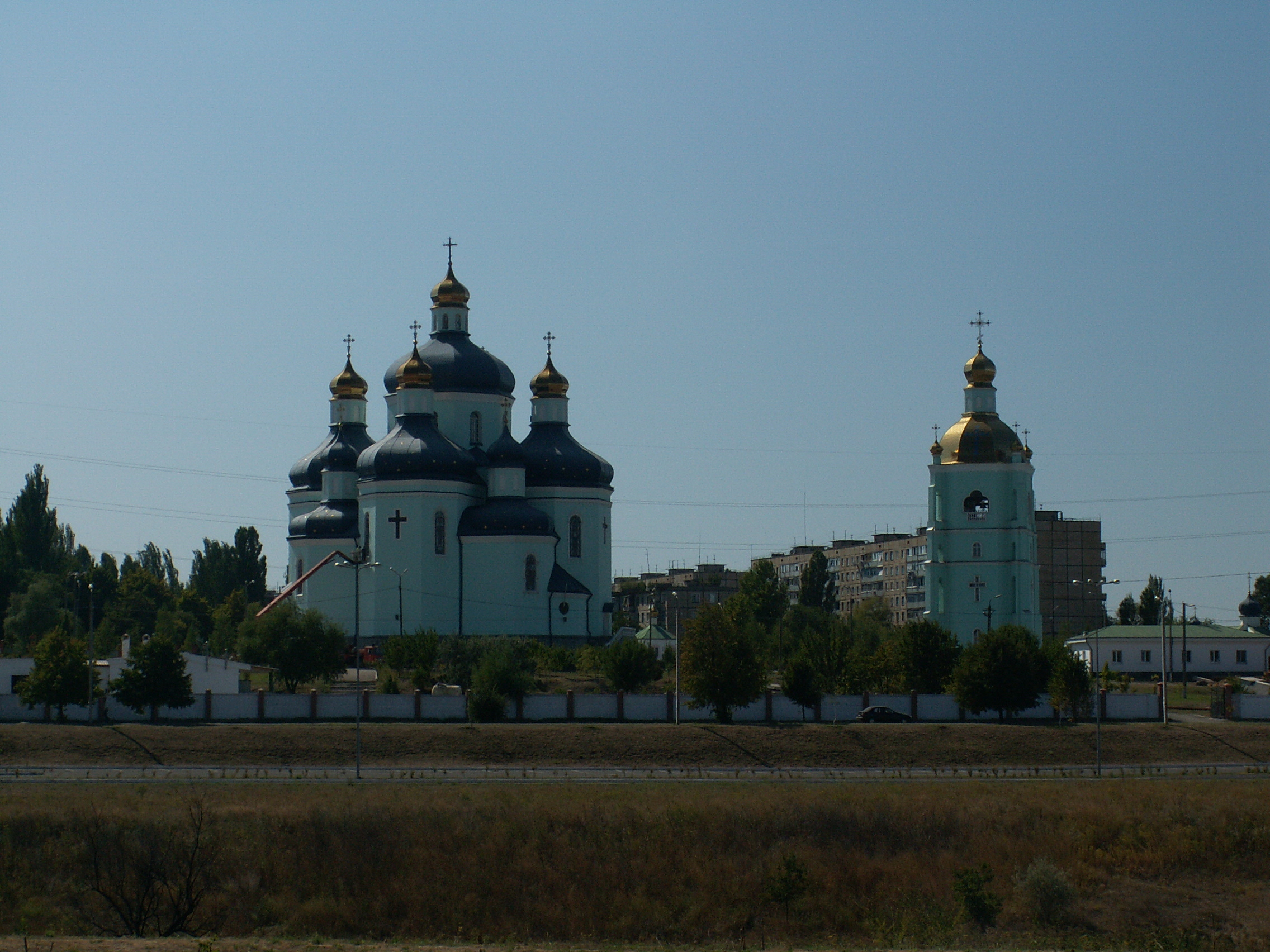
Свято-Преображенський кафедральний собор

- Свято-Преображенський кафедральний собор (вул. Соборна, 1)
- Братська могила радянських воїнів та комсомольців-підпільників
- Братська могила радянських воїнів (Кіровське цивільне кладовище)
- Пам’ятний знак на честь 60-річчя інтернаціональної дружби
- Пам’ятник на честь 128 робітників і службовців рудоуправління ім. Кірова
- Пам’ятник робітникам і службовцям рудоуправління ім. Карла Лібкнехта

## Важливі установи
- Міська дитяча лікарня № 4
- Міська клінічна лікарня № 2
- Медиком Кривбас
- Шахта Артем 1, Родіна
- КП «Криворіжкнига» КМР

## Підприємства
- шахта «Саксагань» (законсервована), Рудник Галковського, «Родіна», шахта «Гігант-Глибока» (законсервована).

Відсутність промислових підприємств обумовлює відносну екологічну чистоту району.

## Навчальні заклади
У районі розташовано 2 вищі навчальні заклади різного рівня акредитації та 4 професійно-технічні навчальні заклади.
У Саксаганському районі найбільша мережа закладів освіти, яку складають 27 загальноосвітніх та 27 дошкільних навчальних закладів. Серед яких 2 ліцеї, 1 гімназія, 4 спеціалізовані школи. В них навчається майже 13,4 тис. учнів і виховується 4500 дітей.

## Транспорт

### Залізничні станції
- Мудрьона;
- Шмакове.

## Пам'ятки
Геологічна пам'ятка природи Виходи амфіболітів розташована на правому берегу річки Саксагань у районі шахти «Батьківщина», КЗРК. У межах Криворіжжя існує тільки два значних місця виходів амфіболітів на земну поверхню; ця геологічна пам'ятка — одне з них. Між шахтами «Артем-1» та «Північна» розташовані Сланцеві скелі, а найбільш мальовничий куточок цих скель розміщений між так названим поселенням Покровське та Деконька, які в народі ще називають поселеннями шахти «Північна» та Катеринівки. Старовинна груша розташована за вулицею Харцизькою, 138. Пам'ятка підпорядкована РУ ім. Кірова концерну Укррудпром. Груша росте з 1789 року на подвір'ї В. Ф. Харитонова. Посаджена міщанином Герасимом Харитоновим.

## Постаті
- Іванушкін В'ячеслав Вадимович (1986—2017) — старший солдат Збройних сил України, учасник російсько-української війни.